# Константин VI
Константин VI (грч: Κωνσταντίνος Ϛ΄, рођ. 14. јануара 771. — умро пре 805. године), познат и као Константин Слепи, био је византијски цар од 780. до 797. као последњи мушки представник Исавријанске (Сиријске) династије.
Константин је рођен 771. као једино дете Лава IV Хазара и Ирине. Престо је наследио у својој деветој години 780. тако да је образовано регенство у коме је његова мајка Ирина имала главну улогу. Заједно са мајком присуствовао је Седмом васељенском сабору у Никеји 787. на коме је обновљено поштовање икона.
Исте 787. Константин је напунио већ шеснаест година и по ондашњим мерилима био је пунолетан. Млади цар је најзад 790. започео самосталну владу након што је побуњена војска из теме Арменијакон натерала стару царицу да се повуче са двора.
Константинова самостална влада показала се убрзо неуспешном. Под његовом командом византијска војска је претрпела два тешка пораза од Бугара 791. и 792. године. Када се 793. тема Арменијакон поново побунила цар је сурово угушио побуну и ослепео њиховог стратега Алексија Моселу. Са високим црквеним круговима цар се посвађао 795. када је незаконито отпустио супругу Марију, која му дотада није родила престолонаследника, и оженио своју љубавницу Теодоту (Михеански спор, од грч. речи за браколомство μοιχος). Друга жена му је 797. родила сина Лава који је убрзо умро што је у јавности протумачено као још једна потврда цареве грешности.
Без подршке војске и иконофилских кругова, Константин VI је свргнут и ослепљен од стране присталица своје мајке Ирине 19. априла 797. године. Стара царица је преузела власт као прва жена у римско-византијској историји која је владала самостално, док је ослепљени Константин са супругом Теодотом послат у прогонство. У прогонству Константин је надживео своју мајку и умро је нешто пре 805. године. Сахрањен је у цариградском манастиру св. Еуфросине који је подигла царица Ирина. Његова ћерка из брака са Маријом, Еуфросина, удала се 823. за цара Михаила II Аморијца. Неколико самозванаца из доба Михаила II издавали су се за Константина VI.

## Долазак на престо
Цар Лав IV умре доста неочекивано, септембра месеца исте 780. г. Наследник престола био је, Константин VI, једно дете, са десет година; тутор свога сина и регенткиња, Ирена је била царица.

## Под регентством

### Промена особља владе
У тренутку кад је смрт Лава IV стварно била донела Ирини највишу власт, много супарничких амбиција комешало се око младе царице. На двору, она је наилазила на потмуло непријатељство својих деверова, петорице синова Константина V, популарних и славољубивих царевића, од којих се имала свега бојати. Узалуд их је њихов отац заклео пред смрт да не ступају у завере против законитог владаоца; чим је Лав IV ступио на престо, они су похитали да прекрше своју заклетву; и мада је после те увреде најстарији међу њима, Цезар Нићифор, био лишен свога достојанства и прогнан у далеки Херсон, многобројна странка радила је упорно за њих. С друге стране, сва висока звања владе заузимали су ревносни иконокласте. Управник двора, канцелар, врховни командант војске, били су стари и верни службеници покојнога Константина V. Сенат, великодостојници провинциске администрације, нису били мање одани политици претходне владе. Најзад и црква, којом је управљао патријарх Павле, била је пуна непријатеља икона. С људима такве врсте, Ирина није могла ништа предузети; а они су исто тако с правом сумњали у василисина осећања и плашили се од њене стране скорих покушаја реакције. Да би остварила своје побожне намере, да би задовољила снове свога славољубља, царица је морала да нађе другу сарадњу и да тражи други ослонац.
Овде се показује њена вештина да спреми свој пут. Од својих противника она је једне без милости сломила својом снагом, друге је благо уклонила с места где су сметали. Склопила се била завера да се на престо подигну цезари; она се тиме користила да принуди своје девере да се закалуђере, а да никоме не би остао непознат њихов непоправими пад, она их је приморала да о божићним празницима 780., узму учешћа у Светој Софији, пред целим престоничким народом, у свечаној служби којом је обележен тај свети дан. У исто време, она је мало помало измењала дворско особље. Истакла је своју породицу на почасна места, сместила свога брата, свога нећака, своју рођаку, и друге сроднике. Бацила је у немилост старе војсковође Константина V, а нарочито страшног Михаила Лаканодракона, стратега Трачана, који је постао чувен са своје дивље мржње спрам калуђера и са своје веселе суровости с којом их је гонио да се жене. На њихово место она је сместила за заповеднике своје људе, нарочито евнухе своје куће и своје присне пријатеље. На њих је неприметно пренела сва велика звања дворска и административна; међу њима је изабрала свог првог министра, Ставракиоса.
Велики љубимац василисин, та личност постаде њеном милошћу патриције, логотег дрома, ускоро постаде неоспорни и свемоћни господар Свете Палате. Дипломата, он је приговарао о миру с Арапима; војсковођа, он је умирио устанак Словена и, да би његов углед постао још већи, Ирена му је у хиподрому приредила свечани триумф. Узалуд војска, незадовољна таквим старешином, није крила своју мржњу спрам скоројевића; он, сигуран да је у милости, удвојио је своју охолост и безочност. Заиста, за двадесет година, верно привезан за Иренину судбину, он је увек с њом падао и с њом се дизао на власт. И можда је тај човек, енергичан, делатан, славољубив, коме се не могу порицати заслуге, често бивао духовни вођа царичин и подржавао њене намере, али се исто тако види какав доста чудноват обрт и какав изглед камариле даде Ирениној влади, одмах у почетку, ово мешање дворских евнуха у све гране државне управе.

### Црквена политика
У исто време кад је мењала особље владе, Ирина је изменила и општу политику царевине. Она је завршавала рат на Истоку, тражила на Западу да се приближи папству, и започела да преговара с Карлом Великим; нарочито је показивала у верском погледу одавна невиђену трпељивост. »Побожни људи, вели један савремени хроничар, опет почеше да говоре слободно, божја реч да се шири без препрека; они који су тражили вечни спас могли су се без тешкоће повући од света, и опет се служило у славу божју; манастири су понова почели напредовати и благостање је свуда владало.« Опет се калуђери показаше у Цариграду; улазак у самостане опет се отвори људима које је срце тамо вукло, а власти их спречавале; царица се разметљиво старала да поправи оно што је прошла владавина обесветила; она је с великом парадом донела натраг у Свету Софију скупоцену круну коју је Лав IV некад уклонио из Саборне Цркве; она је свечано вратила у њихово светилиште мошти Свете Еуфимије, бачене у море на заповест Константина V, и чудом опет нађене. И побожна странка, очарана овим делима, поздравила је као неочекивано чудо долазак на престо побожне владарке и захваљивала Богу »који ће руком једне удовице и једнога сирочета оборити безакоње и учинити крај робовању цркве.«
Једна вешто заплетена интрига осигурала је Ирени једину власт која јој је још недостајала, над патријаршијом. Године 784., изненада — без наредбе од владе, тврди Теофан, вероватније ипак на миг дат из двора, — патријарх Павле даде оставку и повуче се у манастир, изјавивши онима који су хтели да чују, да, мучен грижом савести због својих грехова, хоће да испашта за злочине које је извршио према иконама и бар да умре измирен с Богом. Ирена је врло вешто искористила ту одлуку, која је начинила велику ларму у престоници, и на место Павлово она изабра, да га стави на чело цркве, једног сигурног човека, једног световњака, царског секретара Тарасиоса. Овај, паметан и савитљив политичар, изванредно је играо улогу коју му је без сумње царица прописала. Кад је његово име било истакнуто, кад га је сама царица почела молити да прими звање и да се да бирати, он одби, одрече се дужности коју су му хтели наметнути, затражи да му допусте да пред народом објасни узроке своме одбијању. И, у једном дугом говору, речито, он се задржа на бедном стању Цркве, на неслогама које је подривају, на расцепу који је дели од Рима, и врло вешто, постављајући то за услов да се прими места, он посаветова да се сазове васељенски сабор, који ће повратити мир и јединство у хришћанском свету. У исто време, вештим заобилажењем, он је изјавио да не признаје синод иконокласта, одржан 753. г. и порицао му сваку канонску власт, јер он није друго урадио до прибележио незаконито донете одлуке грађанских власти у црквеним питањима. И пошто је тако припремио земљиште за василисине планове, пустио је да ствари иду својим током и, пошто је одједном добио све свештене чинове, попе се на престо патријарха.

### Цариградски сабор 680. године
С једним тако драгоценим савезником, Ирина је мислила да може да ради отворено. Позиви, разаслати по целом царству, сазвали су у Цариград за пролеће 780. г. хришћанске главаре цркава, и већ се мислило да је Ирена сигурна у победу. Али су они правили рачун без опозиције једнога дела владика, нарочито без непријатељства пукова царске гарде, верне успомени Константина V и чврсто везане за политику тога славнога цара. Учињену погрешку опазили су онога дана кад се сабор отворио у цркви Светих Апостола. Владике су свечано заседавале на својим местима; у одељењу оглашених Саборне Цркве, Ирена је са својим сином присуствовала седници; на предикаоници, Платон, свештеник сакудионски, један од најватренијих бранилаца икона, говорио је једну пригодну беседу, кад одједном, са мачем у руци, војници јурнуше у цркву, претећи да ће поубијати владике. Узалуд је Ирена, не без храбрости, покушала да се умеша и да умири побуну; њени су напори били немоћни, њена власт непризната. Православне владике биле су вређане, гуране, растеране; и кад то видеше, владике партије иконокласта, придружише се војсци, почеше одобравати и викати: »Ми смо победили! Ми смо победили!« И сама Ирина једва је умакла канџама тих лавова, како пише један црквени хроничар, и њене присталице, мада њена крв није потекла, прогласише је за мученицу.

### Седми васељенски сабор
Радило се и сувише брзо: све је требало почети с почетка. Овога пута ишло се заобилазним путевима да би се ствар привела крају. Василиса и њен први министар развише у томе послу сву своју сплеткашку способност и све своје лукавство. Новцем и обећањима придобише за владину политику азиске армије, увек суревњиве на трупе које су биле у престоничком гарнизону. Затим објавише велики поход против Арапа. Гардиски пукови први пођоше у бој. У Цариграду их одмах заменише дивизије, чију је верност влада била осигурала; у исто време, да би упорне принудила на послушност, позатварали су жене и децу, узаптили имања војницима испраћеним на границу; као господар тих драгоцеких талаца, влада је могла без опасности отпуштати, распуштати, растурати непријатељски расположене гардиске пукове. Ирена је сад имала неопходан ослонац за своје планове, војску својих присталица, под оданим вођама. И поред тога, она се није усудила да опет у самом Цариграду учини покушај промашен 780. г. Васељенски сабор састаде се у Никеји 787.; под свемоћним утицајем двора, патријарха и калуђера, он без устезања баци анатему на одлуке иконокласта од 753. г., и поврати у свој својој ширини поштовање икона и православља. Затим, у месецу новембру 787. г., оци сабора преместише се у престоницу, и на последњој седници, држаној у палати Магнаур, у присуству легата папе Хадријана, Ирена својом руком потписа каноне који успостављају веру коју је она волела.
Тако је, за седам година вештине и стрпљења, Ирена, поред неколико наступа наглости, постала свемоћна. Она је дала задовољења Цркви и погледима своје сопствене побожности; нарочито, она је поломила под ногама све што је сметало њеном славољубљу. И њени пријатељи, побожни, поносити таквом владарком, свечано су у њој поздрављали »царицу, потпору Христа, ону чија је влада, као и име, залога мира«.

### Однос са сином Константином VI
У тренутку кад је Ирина однела ту победу, у тренутку кад је њен триумф изгледао најпотпунији, њеном је славољубљу нешто озбиљно претило.
Константин VI је растао: било му је седамнаест година. Између сина жељног да влада и мајке страсно занете највишом влашћу, сукоб је био известан, неизбежан: он је имао да превазиђе у ужасу све што се може замислити. Зато, да би објаснили ту зликовачку борбу, побожни историчари тога доба нису нашли другога излаза него да умешају ђавола и, трудећи се да оправдају благочестиву царицу, они су, што су више могли, набацивали злочине што их је она починила на њене несрећне саветнике. У ствари, та се оправдања не могу сасвим примити: онаква какву је ми познајемо, Ирена је извесно имала јасну свест и потпуну одговорност за своја дела. Она је хтела да одбрани своје творевине, да очува моћ коју је имала у рукама: зато није одступала ни пред борбом, ни пред злочином.
Својевољна и страсна, Ирина је једнако хтела да с младићем, као што је био њен син, поступа као с дететом. Некада је, у почетку своје владе, преговарала, у интересу политике, о женидби између Константина VI и једне кћери Карла Великог, и у Ахену се видео један евнух са двора, који је имао да научи младу Ротруду језику и обичајима њене будуће отаџбине, а научници палатинске Академије, поносити на везу која се спремала, надметали су се ко ће пре научити грчки. Политика је покварила оно што је политика уговорила. Кад је мир с Римом успостављен, Ирени је изгледала мање потребна веза с Францима, нарочито се, кажу, бојала да моћни краљ Карло не постане сувише чврст ослонац за слабост свога зета, и не помогне му да постане господар монархије. Она дакле прекиде започете преговоре и поред одвратности Константина VI, који се из далека био заљубио у младу принцезу са Запада, она му наметну другу једну женидбу. Већ сам испричао, према лепом месту из живота светог Филарета, како су, по обичају, царски гласници пошли на пут по држави да пронађу вереницу достојну василеуса, и како су, међу кандидаткињама за Константинову руку, Ирена и њен први министар изабрали једну младу Јерменку, пореклом из области Пафлагоније, Марију Амниску. Она је била лепа, паметна, побожна, и уз то из врло скромне породице; а кад за све буде дуговала Ирени, мислило се да ће бити смерно покорна вољи своје добротворке, и да се од такве снахе Ирена нема бојати никаквога досадног и неумесног славољубља. Венчање дакле буде утврђено, и Константин је, и преко своје воље, морао послушати. То је било новембра 788. г.

## Почетак самосталне владавине
Уосталом, Ирена је опрезно држала свога сина у страни од свих послова. Цар је био као одвојен у своме сопственом дворцу, без пријатеља, без утицаја; пред његовим очима, свемоћни Ставракиос владао је свима по својим ћудима, дрзак и охол, и пред љубимцем свако се понизно клањао. Најпосле, млади се владар побуни против тога туторства; са неколико људи из своје близине, он склопи заверу против првога министра. То је скупо платио. Пошто је завера била откривена, Ирена осети да у исти мах и њој непосредно прети опасност: од тога дана, славољубље је у њој убило материнску љубав. Она дивљачки удари. Позатварани завереници били су мучени, прогнани или бачени у тамницу; што је озбиљније, сам је цар био осуђен на шибе, као непослушно дете, добро изгрђен од своје мајке, и задржан неколико дана у затвору, у својим собама. После тога, царица је мислила да је сигурна у своју победу. Њени ласкавци су је такође одржавали у тој обмани, тврдећи јој »да сам Бог неће да њен син влада«. Сујеверна и лаковерна као и све њене савременице, она се дала заварати тим речима и пророчанствима врачара који су јој обећавали престо; и да би га себи осигурала, она све стави на коцку. Од војске се тражила нова заклетва на верност; војници су се морали заклети према овом неочекиваном и чудноватом обрасцу: »Докле год ти будеш у животу, ми нећемо признати твога сина за цара«; и у званичним поздравима народа Иринино је име било стављено пре Константиновог.
И овога пута, као и 780. г., ватрена и славољубива царица ишла је сувише брзо. Године 790., у азијским пуковима букну незадовољство против владе а у корист младога цара држаног под туторством. Из јерменских армија, побуна се прошири на друге области; ускоро су све сакупљене трупе тражиле да се Константин VI пусти на слободу и да се призна за правог и јединог василеуса. Ирена се уплаши; она попусти. Она пристаде да пусти сина, да се одрекне власти; немоћна и јаросна, она је морала гледати како њени најмилији пријатељи падају у немилост и удаљују се. Ставракиос, први министар, буде закалуђерен и прогнан у Јерменску; Аетиос, други њен пријатељ, делио је његову злу судбину. Она сама се морала повући у своју «величанствену палату Елеутерион, а око младог владара, свечано проглашеног, она виде како се враћају у милост сви они с којима се она борила, сви непријатељи икона којима је она повратила важност, а у првом реду Михаило Лаканодракон, који је уздигнут на високо звање управника двора.

## Константин мајку враћа на двор
Али Константин VI није осећао нимало мржње спрам своје мајке. Тек што је била прошла година. дана од Ирениног пада, кад у месецу јануару 792. г., попуштајући њеним молбама, млади владар јој поврати титулу царице, позва је натраг у Свету Палату, да владају заједно; у исто време кад и њу, слабост василеусова врати на посао евнуха Ставракиоса, њенога љубимца. Ирена се вратила жедна освете, жељна да казни оне који су је издали, и ватренија но икад у тежњи за својим славољубивим сновима. Али овога пута, да би их остварила, показала се вештија. Године 790., она је мислила да је сасвим сигурна у успех; хтела је да убрза ствар и да силом отме престо; својом суровошћу према сину она је саблажњавала јавно мњење и узбунила војску. Тај јој је неуспех отворио очи, и сад је употребила пет стрпљивих година да лагано спреми своју победу највештијим и најбоље смишљеним сплеткама.

## Војна побуна
Константин VI имао је неоспорних врлина. Ов је био, као и његов деда, храбар, енергичан, паметан и способан владар; и сами његови противници хвале га и признају му ратничке заслуге и истинску способност за владање. Оптужбе управљене против њега, а поглавито развратан живот који му се пребацује, немају општег значаја, као што би се у први мах могло веровати, и циљају једино, у мислима њихових писаца, на саблазан коју је учинила његова друга женидба. Ревносан присталица православља, он је био врло популаран у нижим класама, и Црква га је радо гледала; предузимљив и храбар војсковоћа, врло расположен да понова зарати против Бугара и Арапа, он се свиђао војсци. Ирена је употребила највећу вештину да завади тога владара достојног поштовања са његовим најбољим пријатељима, једно за другим, да покаже како је уједно незахвалан, свиреп и кукавица, да му убије углед код војника, да му одузме наклоност народа, и да га омаловажи код Цркве.
Прво је употребила свој поново задобијени утицај да изазове сумњу Константинову на Алексија Мозела, војсковођу који је изјавио незадовољство с владом 790. г., и тако је оцрнила тог човека, да је пао у немилост, и цар га је дао затворити, а затим ослепити. То је за Ирену била двострука добит: она се осветила човеку који је издао њено поверење, и подигла против Константина VI јерменске трупе, његов најбољи ослонац. На вест о поступању са старешином кога су они волели, ти се пукови одиста побунише. Требало је да 793. г. сам василеус оде да угуши побуну: он је то извршио са крајњом грубошћу, и тиме сасвим одстранио љубав својих војника. У исто време, како је једна странка почела да се комеша у корист његових стричева, цезара, по савету Иринином, цар осуди најстаријег на губитак вида, а осталој четворици даде одсећи језик: доста узалудна свирепост, и која га је учинила врло непопуларним, нарочито код иконокласта, који су у жртвама волели успомену на Константина V, њиховог оца. Најзад царица, да би сасвим подигла јавно мњење против свога сина, измисли и последње средство, највише макиавелско од свију.

## Царица Теодота
Константин VI, као што се зна, није волео своју жену, мада му је она дала две кћери, Еуфрозину и Ирену. Он је имао милосница. Кад се његова мајка Ирена вратила у двор, он се убрзо заљуби у једну дворску госпођицу царице мајке: она се звала Теодота, а, пореклом из једне велике престоничке породице, била је у сродству са неколико најславнијих људи православне странке, игуманом сакудионским Платоном и његовим синовцем Теодором. Ирена је предусретљиво храбрила страст свога сина према њеној пратиљи, и она сама га је наговарала да отера своју жену и да узме ту девојку; она је добро знала какву ће саблазан изазвати царев поступак, и унапред је рачунала како ће искористити произведени утисак за своје намере. Константин VI радо је слушао њене савете; и, да би му помогли да се отарасе Марије, на двору се онда сплела једна врло чудна сплетка, на коју се морам вратити, јер је необично карактеристична за византијске обичаје тога доба. На крају крајева ипак, и поред одупирања патријарховог, цар затвори своју жену у манастир, и у месецу септембру 795. г. венча се с Теодотом.
Оно што је Ирена предвиђала морало се догодити. По целом византијском хришћанству, до најудаљенијих провинција, узвици општег негодовања поздравише ову прељубничку везу. Странка побожних беснела је, страшно се саблажњујући; калуђери, распирујући пламен, грмели су против развратнога цара са две жене, и љутили се на слабост патријарха Тарасиоса, који је, увек политичан, трпео такве гнусобе. Испод руке, Ирена је храбрила и подржавала њихово буњење, »јер су се они, вели један савремени хроничар, противили њеном сину и изобличавали га«. Треба видети у црквеним писцима до ког се степена јарости подигла побожна срџба богомољаца на непослушног и бестидног сина, на развратног и поквареног владара. »Тешко граду,« говорио је Теодор Студит поправљајући на своју руку речи Књиге Проповедника, »тешко граду којим дете влада«. Константин VI, мирнији, предузимао је мере да стиша ту страховиту буру. Како је главно огњиште опозиције био манастир Сакудион у Битинији, он се преселио, под изговором да иде на летовање, у бању Прус; и одатле, користећи се сусетством, он поведе са калуђерима славнога манастира разне љубазне преговоре. Најзад, у нади да ће их умирити том учтивошћу, он им лично учини посету. Ништа не поможе, Теодор Студит је говорио:
Чак ако треба пролити своју крв ми ћемо је пролити с радошћу.
Пред том непомирљивошћу, цар се превари и изгуби стрпљење: он се реши да употреби насиље. Нареди да се многи позатварају; известан број калуђера би шибан, бацан у тамнице или прогнан; остатак братства буде растурен. Али те строге мере само су још заплеле стање. На све стране калуђери су роптали на тиранина, на »новог Ирода«, и чак до његове палате долазио је игуман Платон да га вређа у лице. Константин VI се савлада. На игуманове увреде, он се задовољи да хладно одговори:
Ја нећу да стварам мученике.
Потом га пусти да говори. На своју несрећу, он их је био већ и сувише створио. Јавно мњење је било огорчено на младог владара: Ирена је умела да искористи прилику.

## Смрт
За време бављења двора у Прусу, царица-мајка је врло вешто маневрисала. Прилике су јој у осталом ишле на руку. Млада василиса Теодата морала се вратити у престоницу ради порођаја у Светој Палати, а Константин VI, врло занесен својом женом, нестрпљиво је подносио њено одсуство; зато, кад октобра месеца 797. г. дознаде да му је рођен син, он похита у Цариград. Тако је оставио слободно поље Ирининим сплеткама. Поклонима, обећањима, својом личном привлачношћу, ова је брзо придобила за себе главне официре гарде; она их је навела да приме план о државном удару који би њу начинио једином царицом, и завереници, које је, као увек, предводио Ставракиос, договорише се да чекају згодан тренутак. Ипак је постојала једна црна тачка, која је могла све покварити. Довољан би био какав сјајан војнички успех да поврати Константину VI његов поколебани углед: а баш марта месеца 797. г. василеус је улазио у рат против Арапа. Пријатељи његове мајке нису се устручавали да осујете његов поход једном лажју која је јако личила на издају; цар се морао вратити у Цариград не стигавши до непријатеља и не урадивши ништа.
Одсудна криза се приближавала. 17. јула 797. г. Константин VI се враћао из хиподрома у палату Светог Мамаса. Издајници који су га окружавали мислили су да је прилика згодна и покушаше да га затворе. Али им цар умаче, и, утрчавши у једну лађу, журно пређе на азиску обалу, рачунајући на верност трупа које су држале анадолске обале. А Ирена, која је на вест о атентату одмах узела Велику Палату у своје руке, већ се била уплашила, изгубила главу; већ је, видећи да се њени пријатељи устежу и да је народ наклоњен Константину, помишљала да се понизи и да пошље своме сину владике да јој испросе милост, кад је страст за највишом влашћу наведе на мисао да баци последњу карту. Многи људи из царске околине били су се сасвим заплели с њоме; она им је претила да ће их доставити цару, да ће му показати писма која доказују њихову издају. Уплашени тим изјавама, и не видећи другога начина да избегну извесну пропаст, завереници, охрабрени, дочепаше свога несрећног владара. Доведоше га у Цариград и затворише у Свету Палату, у Пурпурну Собу, где је и рођен, и ту, на заповест његове мајке, дође џелат да му ископа очи. Он ипак не умре. Затворен у једну раскошну кућу, он је најзад постигао да му се врати његова жена Теодота, која га је у највећој опасности храбро подржавала; чак је од ње имао и другог сина, и тако је провео у мирној тами последње године свога живота. Али од тога тренутка његов царски живот био је свршен.
Ирина у одлучном тренутку изгуби главу; уплашила се, и помишљала да се понизи; држала је да је ствар промашена и хтела је све да напусти.
Нико, или готово нико, није оплакивао судбину несрећнога владара. Побожни, у своме уском фанатизму, видели су у његовој несрећи праведну божју казну за његову прељубничку везу, заслужену каштигу због строгих мера које је прадузимао против калуђера, једном речју значајан пример, којим ће, како каже Теодор Студит »и сами цареви научити да не крше божје законе, да не распаљују безбожничка гоњења«. И овога пута, побожне душе поздравише са дивљењем и захвалношћу ослободилачко дело које је извршила благочестива василиса Ирена. Једини хроничар Теофан, и поред своје оданости царици, изгледа да је нејасно осетио ужас њенога злочина и записао је:
Сунце се помрачи за седамнаест дана, и не пусти ни зрака, тако да су лађе лутале по мору; и сви су говорили да сунце не даје своју светлост због ослепљења царевог; и тако се попе на престо Ирена, мати царева.

## Спољашња политика
Владавина Константина VI је била са проманљивим успехом.
Године 782. они продиру Хрисопоља, према Цариграду, али убрзо је са калифом био закључен доста унижавајући мир (783. године).
У Византији је тада поново започео низ дворских сплетака и криза. У унутрашњости, незадовољници дижу устанке. Међу осталима забележен је и један устанак Словена из 783. год., који је ухватио широке размере, од Македоније све до Мореје. Устанак је угушио патриције Ставрикије.
Он их све покори и учини обвезницима царства.
пише хроничар Теофан, пошто је међу њима уграбио силан плен. Из тих речи види се довољно: дотадашњи одношај тих Словена према Царевини и обим њихове експанзије и на том делу Балканског полуострва.
Потом је царска војска претрпела поразе у бојевима са Арабљанима, Бугарима и Лангобардима, па се морала повући 790. године, па је сам Константин преузео одбрану царевине и (791-795 г.) се успешно борио са Бугарима и Арабљанима, ипак све се то срушило после цареве смрти.